# أدولف مولر
أدولف مولر (بالكرواتية: Adolf Müller)‏ هو شخصية أعمال كرواتي، ولد في 1857 في زغرب في كرواتيا، وتوفي في 1932.